# غارث مان
غارث مان (بالإنجليزية: Garth Mann)‏ هو لاعب كرة قاعدة أمريكي، ولد في 16 نوفمبر 1915، وتوفي في 11 سبتمبر 1980.

## وصلات خارجية
- غارث مان على موقعبيزبول رفرنس.كوم (الدوري الرئيسي) (الإنجليزية)
- غارث مان على موقعبيزبول رفرنس.كوم (الدوري الثانوي) (الإنجليزية)